# Uleanivka, Horol
Uleanivka (în ucraineană Улянівка) este un sat în comuna Staroavramivka din raionul Horol, regiunea Poltava, Ucraina.

## Demografie
Componența lingvistică a localității Uleanivka
     Ucraineană (98,22%)
     Rusă (1,48%)
     Alte limbi (0,3%)
Conform recensământului din 2001, majoritatea populației localității Uleanivka era vorbitoare de ucraineană (98,22%), existând în minoritate și vorbitori de rusă (1,48%).